# Géologie du Limousin
 (décembre 2015).
La géologie du Limousin, ancienne région administrative du centre de la France, est partagée entre deux grands ensembles géologiques.
- D'une part, le territoire est majoritairement compris dans la branche méridionale de la chaîne hercynienne érodée et ancienne (socle cristallin), qui court des Appalaches à l'Asie centrale et qui en France continentale se retrouve notamment dans les reliefs du Massif armoricain et du Massif central. Le Limousin, comme le reste du Massif central, se présente toutefois comme un empilement complexe de plusieurs unités litho-tectoniques distinctes, celles-ci se différenciant bien évidemment par la nature de leurs constituants. Ces unités sont soit juxtaposées, soit charriées les unes sur les autres.
- D'autre part, le Limousin mord en sa partie sud-ouest sur les marges du bassin aquitain.

## Les grands types de roches

### Les roches magmatiques

#### Roches intrusives

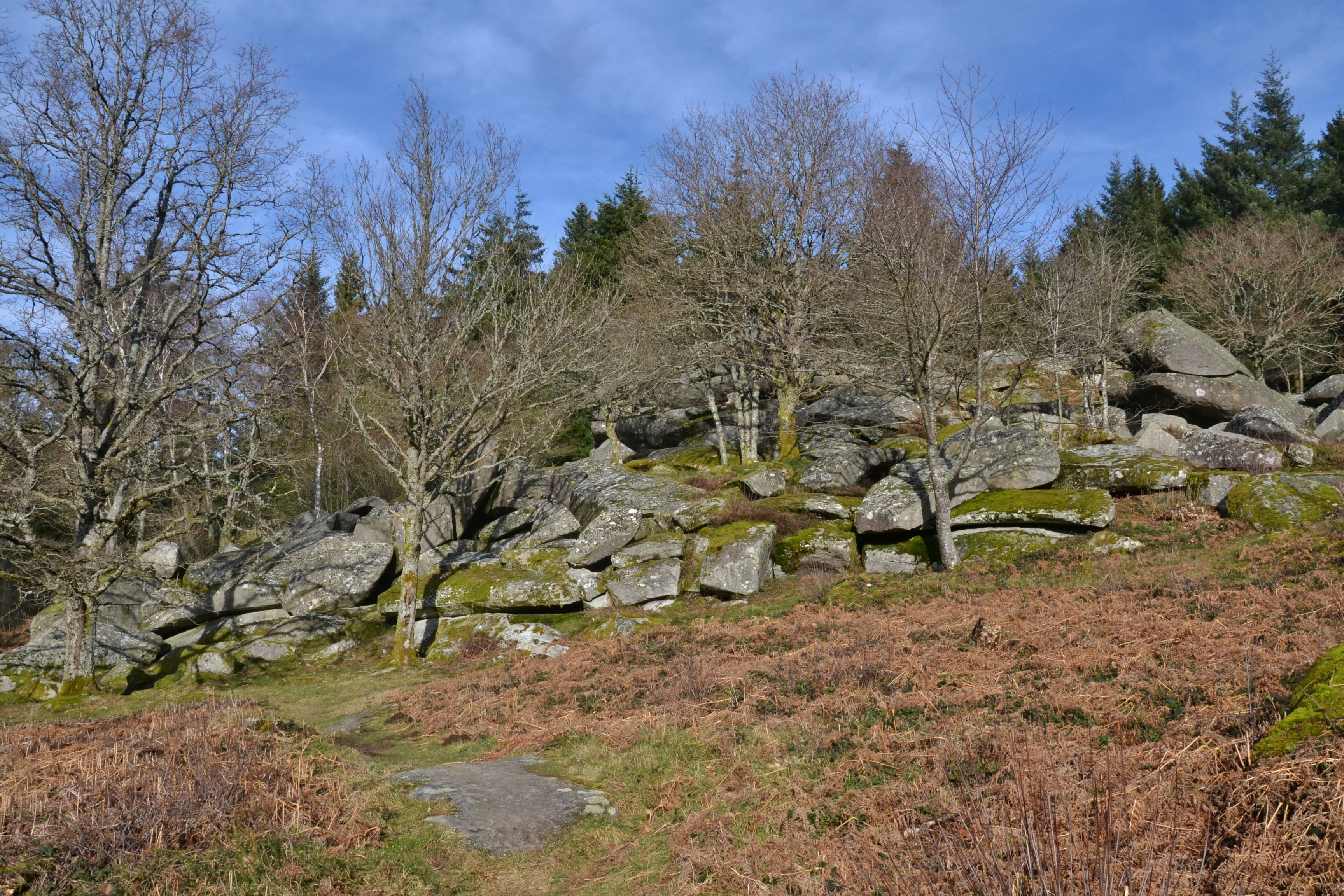
Chaos du Maupuy (Saint-Léger-le-Guérétois, Creuse).
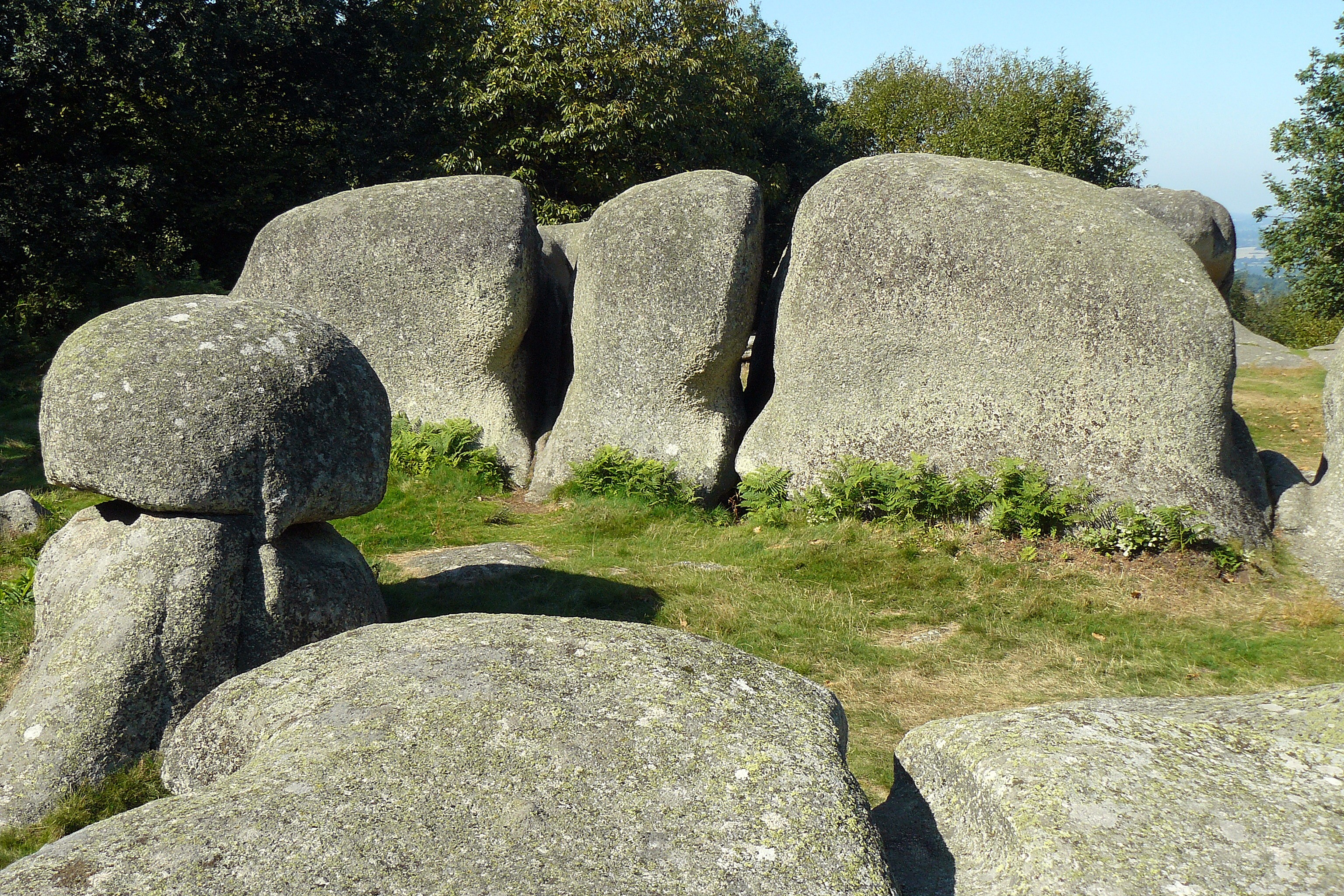
Les Pierres Jaumâtres (Toulx-Sainte-Croix, Creuse).
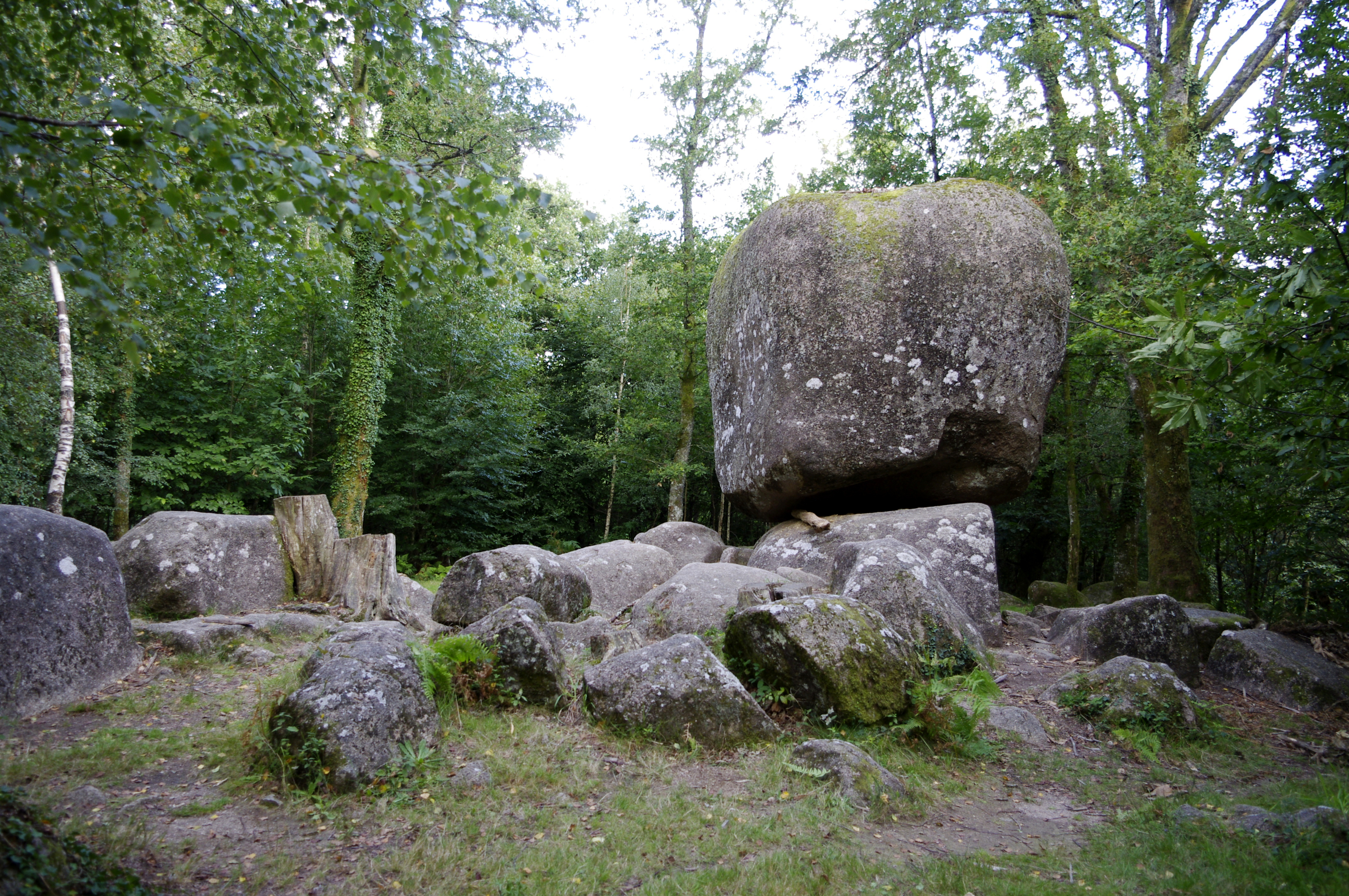
La pierre branlante de Boscartus (Cieux, Haute-Vienne).
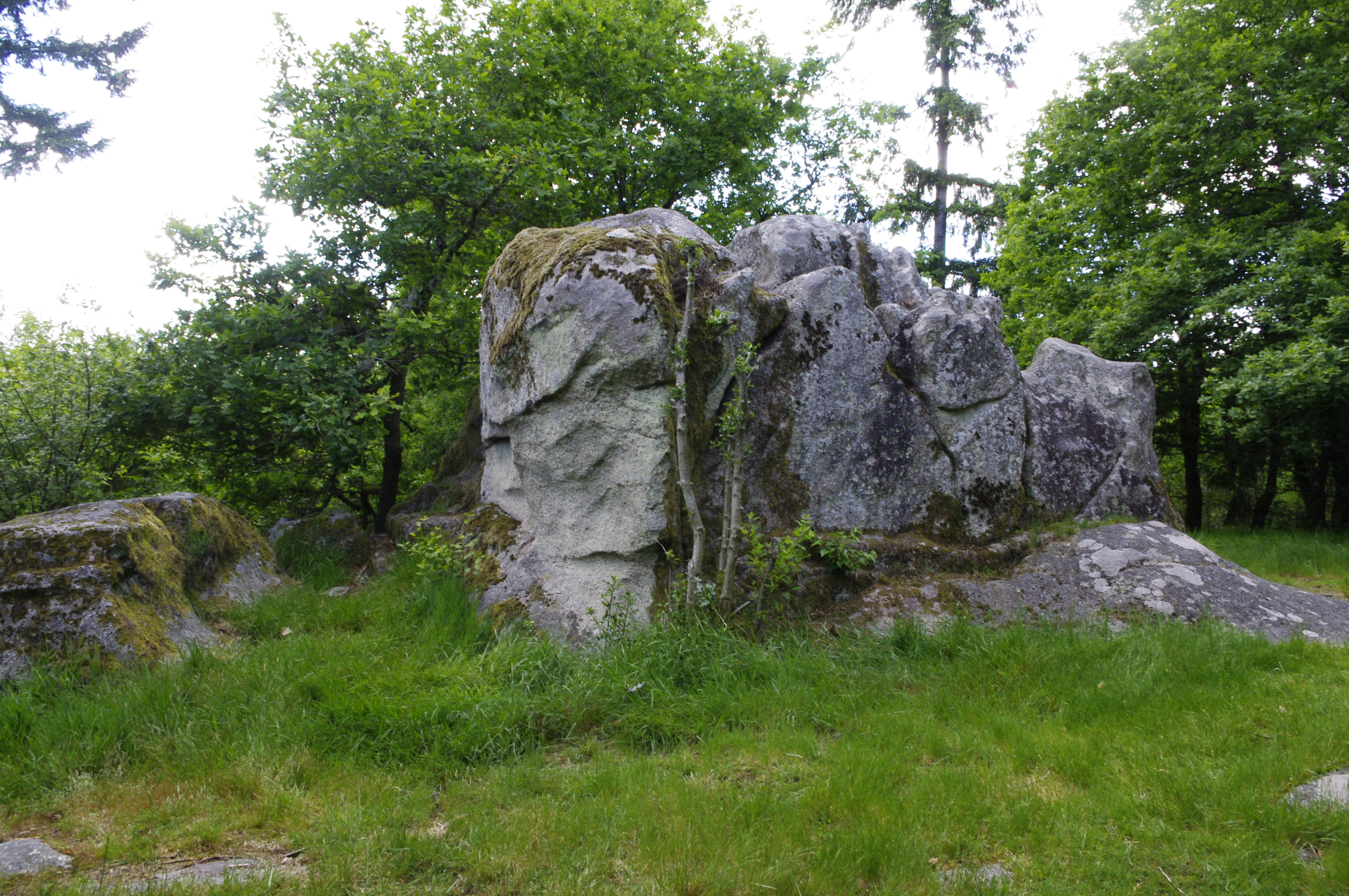
Pierre à sacrifices de Ceinturat (Cieux), Haute-Vienne).

Si une roche mérite le nom de « pierre du Limousin », c'est bien le granite. En effet, cette région est caractérisée par de larges massifs granitiques qui se sont mis en place entre 360 et 290 Ma (les granites sont faciles à dater par les méthodes de radiochronologie). Cette roche, dite roche plutonique, marqua d’ailleurs fortement l’habitat régional et ce, dès l’époque gallo-romaine ; les ruines gallo-romaines des Cars de Saint-Merd-les-Oussines (Corrèze) en témoignent. Plus près de nous, elle est au cœur de la célèbre épopée des maçons de la Creuse (XIXe siècle). 
Cela dit, le terme « granite » ne désigne pas ici une pierre précise et homogène ; c’est plutôt le nom générique de toute une famille de roches que l’on désigne souvent sous le terme de « granitoïdes ». Une première analyse visuelle permet immédiatement de s'en rendre compte ; les granites bleus d'Aureil (Haute-Vienne) sont différents des granites rosés de Pérols-sur-Vézère (Corrèze) ; les granites à grain très fin de la Brette à Péret-Bel-Air (Corrèze) sont différents des pegmatites de Treignac (Corrèze)… Ces granitoïdes se rencontrent surtout à l'est de la faille d'Argentat au sein de massifs tels que celui de Guéret, du plateau de Millevaches…

#### Roches effusives

Les orgues de Bort
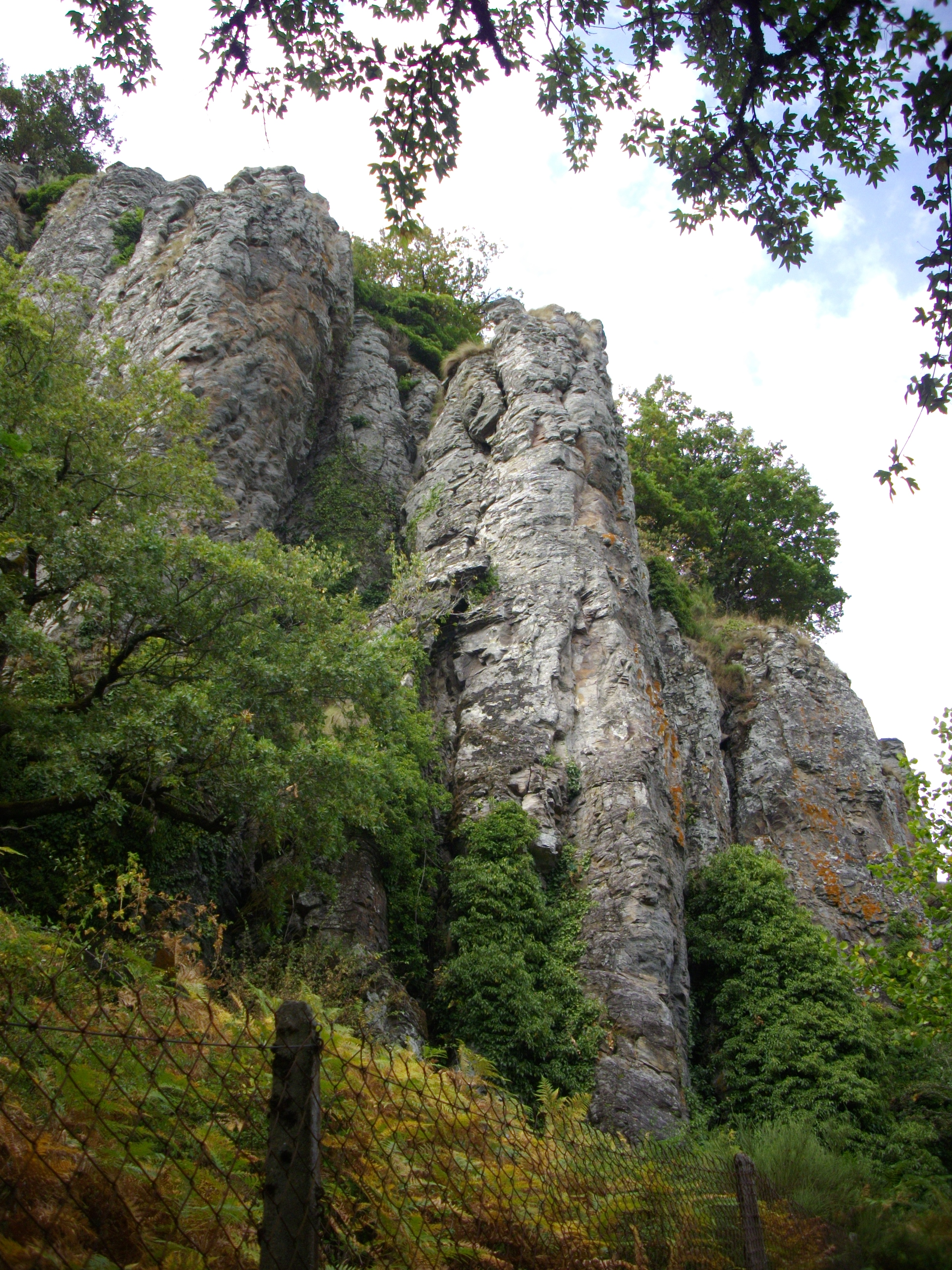
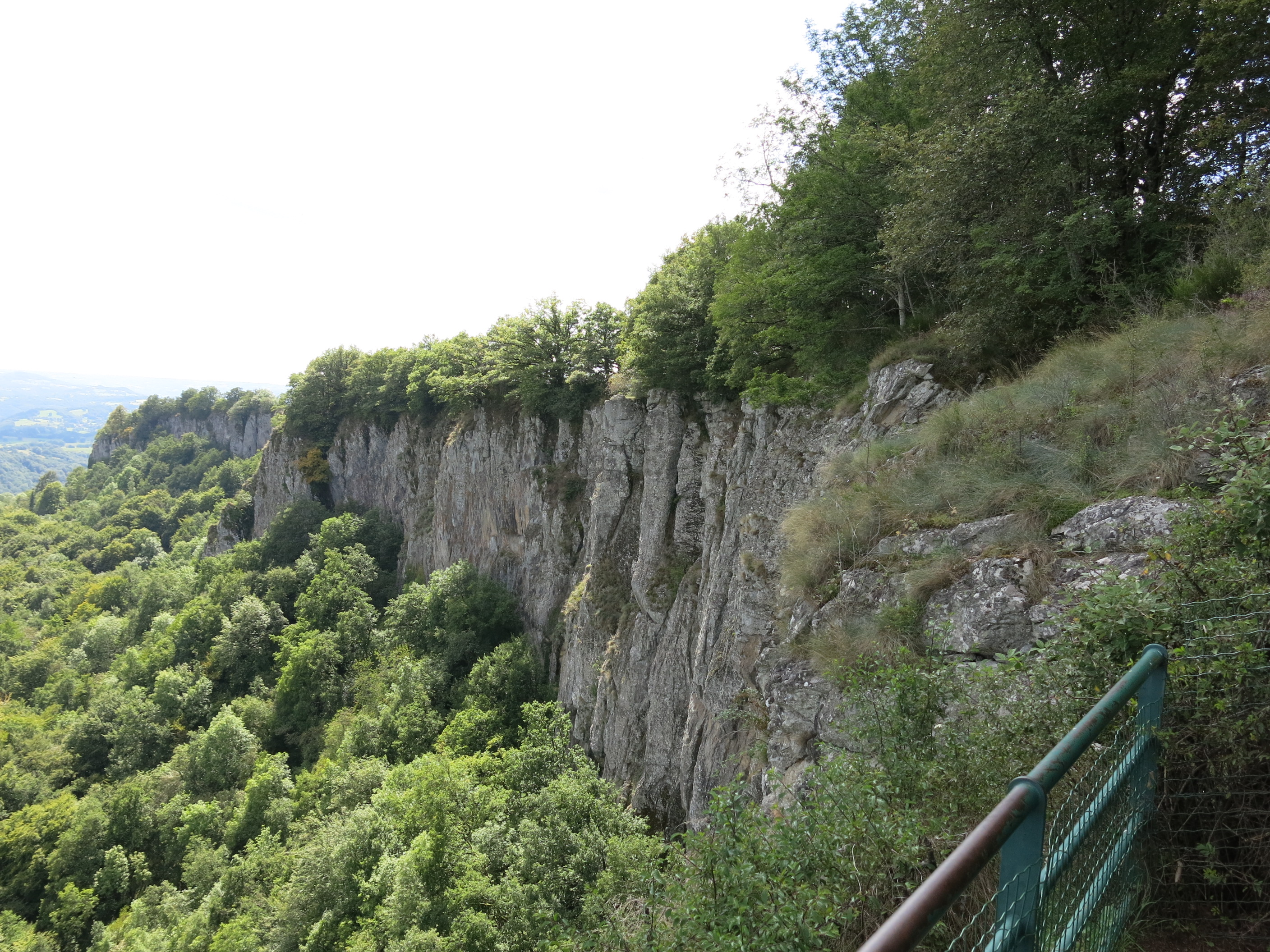

Le Limousin mord en quelques rares points sur le système volcanique auvergnat, dans l'est de la Corrèze, à Bort-les-Orgues (présence d'orgues de phonolite), près de Liginiac (puy de Manzagol) et de Sérandon (puy d'Enval, puy du Verdier), et au nord et à l'est du plateau de la Xaintrie blanche, près de Saint-Privat (Bassignac-le-Haut, Darazac, Auriac, Rilhac-Xaintrie).

### Les roches métamorphiques
L'autre grande famille des roches limousines est celle des roches métamorphiques, regroupant essentiellement des gneiss et des schistes. Le socle support de la ville de Limoges (Haute-Vienne), par exemple, est en gneiss. Ces roches métamorphiques se rencontrent plutôt à l'ouest de la faille d'Argentat même si l'on rencontre quelques affleurements de l'autre côté de celle-ci, autour d'Aubusson (Creuse) par exemple.
Certaines variétés ont été et sont encore exploitées tels que les schistes ardoisiers à Travassac (Corrèze) et les leptynites connues sous le nom de « pierre de Saint-Yrieix »[réf. nécessaire]. 
Globalement, les gneiss se retrouvent dans deux unités litho-tectoniques : l'unité supérieure des gneiss (USG) et l'unité inférieure des gneiss (UIG).

#### L'unité supérieure des gneiss (USG)
Cette nappe affleure de la Marche au nord jusqu'au Rouergue au sud et des Monts du Lyonnais à l'est jusqu'au Bas-Limousin à l'ouest. Elle a vraisemblablement recouvert l'ensemble du Massif Central. Elle affleure aujourd'hui par l'érosion et par des glissements de failles. En Limousin, elle est datée en général de 440 à 400 Ma. 
Elle ne contient pas d'orthogneiss mais est caractérisée par le complexe leptynique. Cette Unité présente également de nombreux massifs de diorites quartziques connus sous le nom de « ligne tonalitique du Limousin » (LTL), qui traverse l'ouest de la région.
On peut découvrir enfin des lambeaux de péridotites serpentinisées (roches résultant d'un assemblage ultramafique), reliques d'une nappe ophiolitique, au lieu de contact de cette unité, l'USG et de celle qui suit, l'UIG.

#### L'unité inférieure des gneiss (UIG)
Ce sont des paragneiss (roches à protolithe sédimentaire) injectés d'orthogneiss (gneiss provenant de la transformation d'un granitoïde autrement dit roche à protolithe magmatique). On peut observer dans ces roches dites « para-dérivées » des métagrauwackes, échos de magmatisme abondant, roches dérivées de granites calco-alcalins orthogneissifiés au Dévonien moyen (390 Ma-375 Ma, Paléozoïque). 
L'othogneiss de l'arc du Thaurion est daté par exemple de 375 Ma. 
On note des orthogneiss à Meuzac et à Saint-Yrieix-la-Perche (Haute-Vienne), tous deux datés de 468 Ma par la méthode Rb/Sr (voir Datation par le couple rubidium-strontium).
Au sommet de cette nappe, il est possible de découvrir des « reliques de haute pression » que sont les éclogites et les péridotites à grenat tels que ceux de Sauviat et de la Faurie.

#### Autres formations

Affleurements de serpentinite
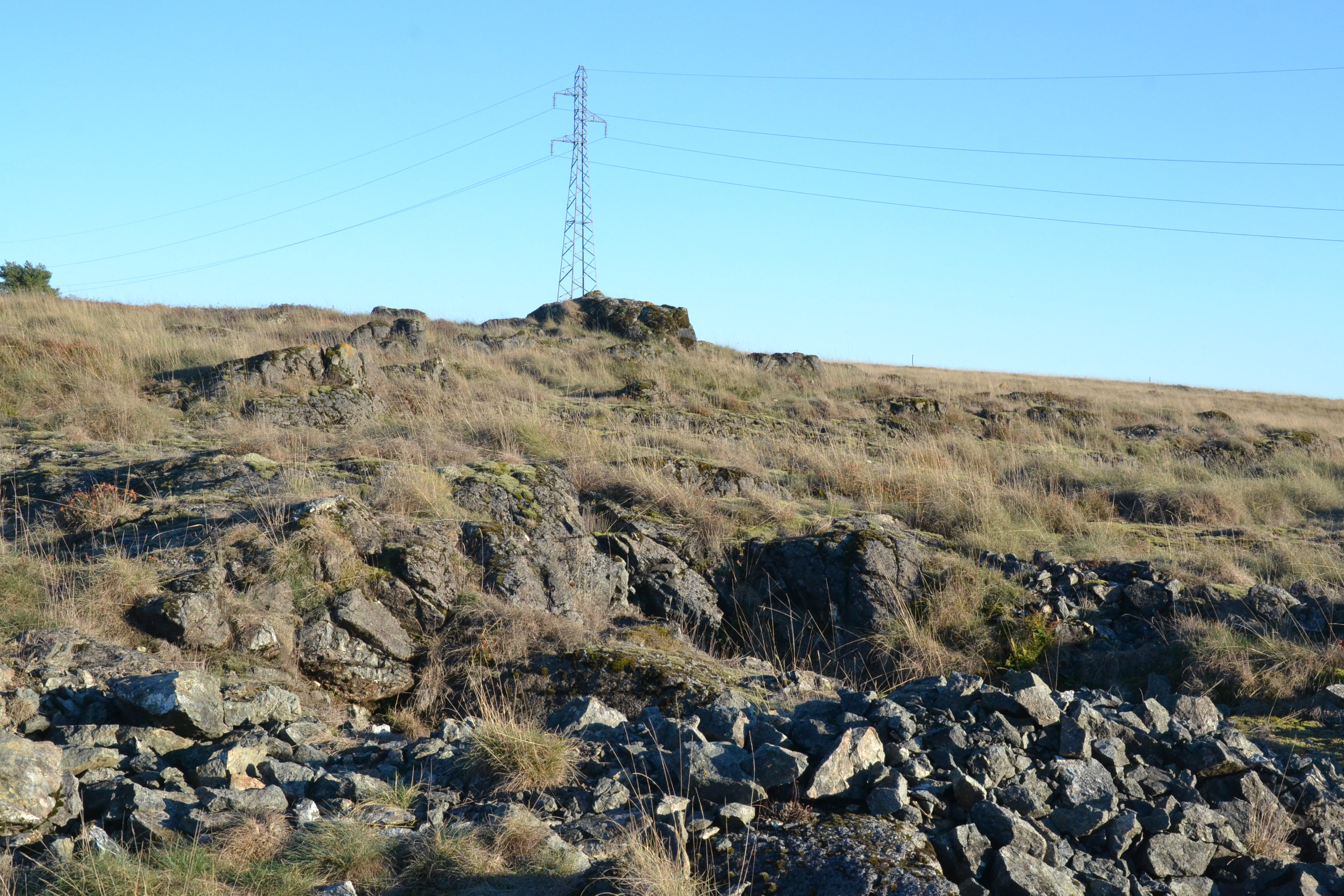
Lande de Saint-Laurent, Haute-Vienne).
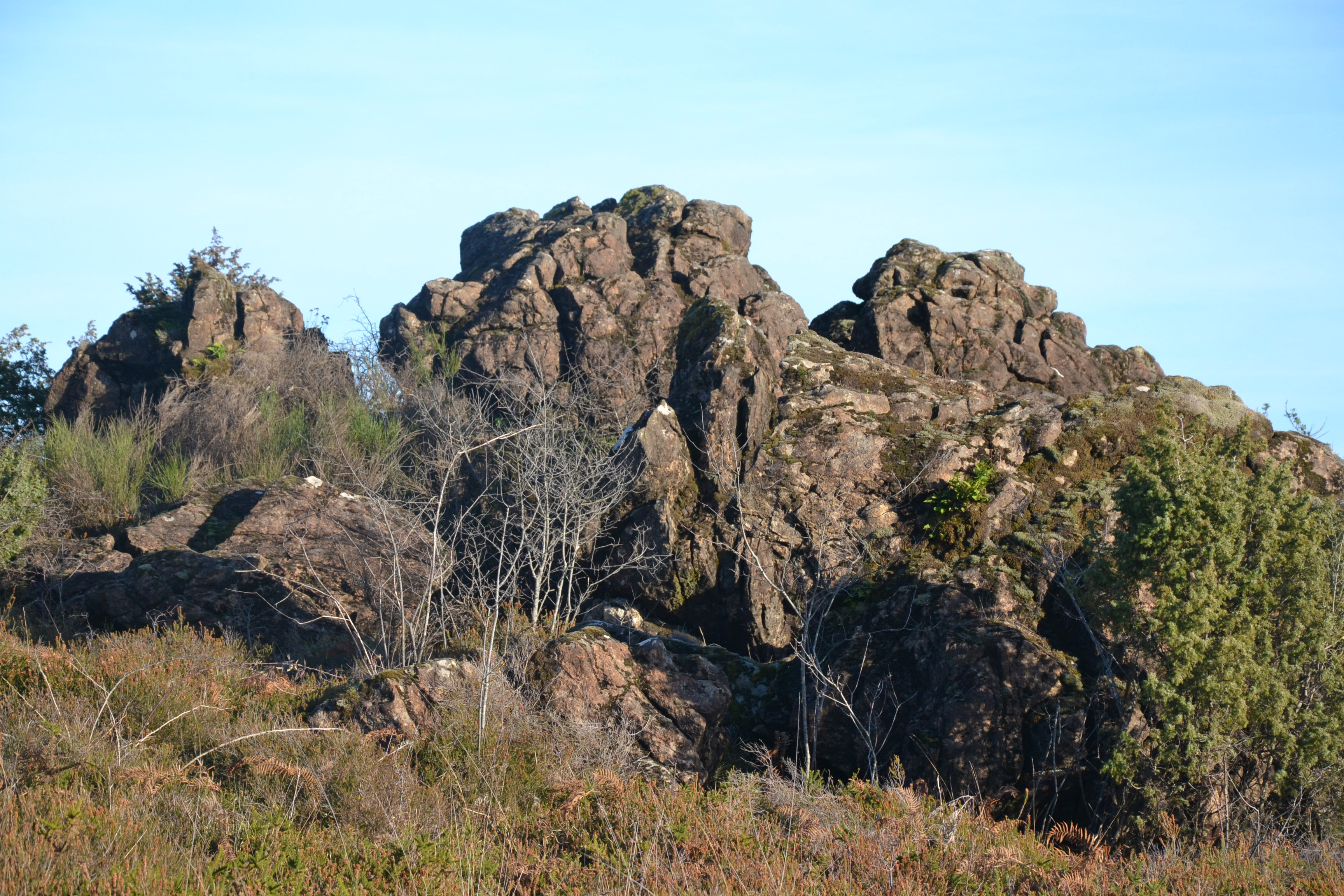
Lande de la Flotte et du Cluzeau, Haute-Vienne).

Au sud du département de la Haute-Vienne, des roches dont l'affleurement est relativement rare, des serpentinites, forment des massifs composés de péridotites (résultat d'un assemblage ultramafique) et de gabbros. Sur la commune de La Roche-l'Abeille par exemple, plus précisément sur la lande de Saint-Laurent, ce type de roches affleure sur une petite butte couvertes d'ajoncs et d'une végétation très peu développée mais très spécifique, couverture qui contraste avec le reste du paysage fait de forêts et prairies très vertes au printemps.

### Unités complexes

#### Les unités épizonales
Dans le Limousin, elles sont représentées par les unités dites « nappe de Génis » (hors du Limousin géographique) et « nappe de Thiviers-Payzac » (regroupant des granites comme des orthogneiss) ainsi que par les unités de la Gartempe… Les deux sont affectées par un métamorphisme schiste vert.

#### L'unité para-autochtone
Cette unité est formée de micaschistes qui incluent des niveaux de quartzites, des faciès leptyniques et de rares orthogneiss (Vallée de la Dronne, Arc du Thaurion). Ces micaschistes forment l'encaissant des massifs leucogranitiques du Limousin tels que ceux du plateau de Millevaches, d'Aigurande, de la Brâme, des Monts d’Ambazac et de Saint-Goussaud.
Certains auteurs dateraient ces micaschistes du Briovérien (avant 540 Ma, Protérozoïque) par analogie avec ceux du Massif armoricain.

### Les roches sédimentaires

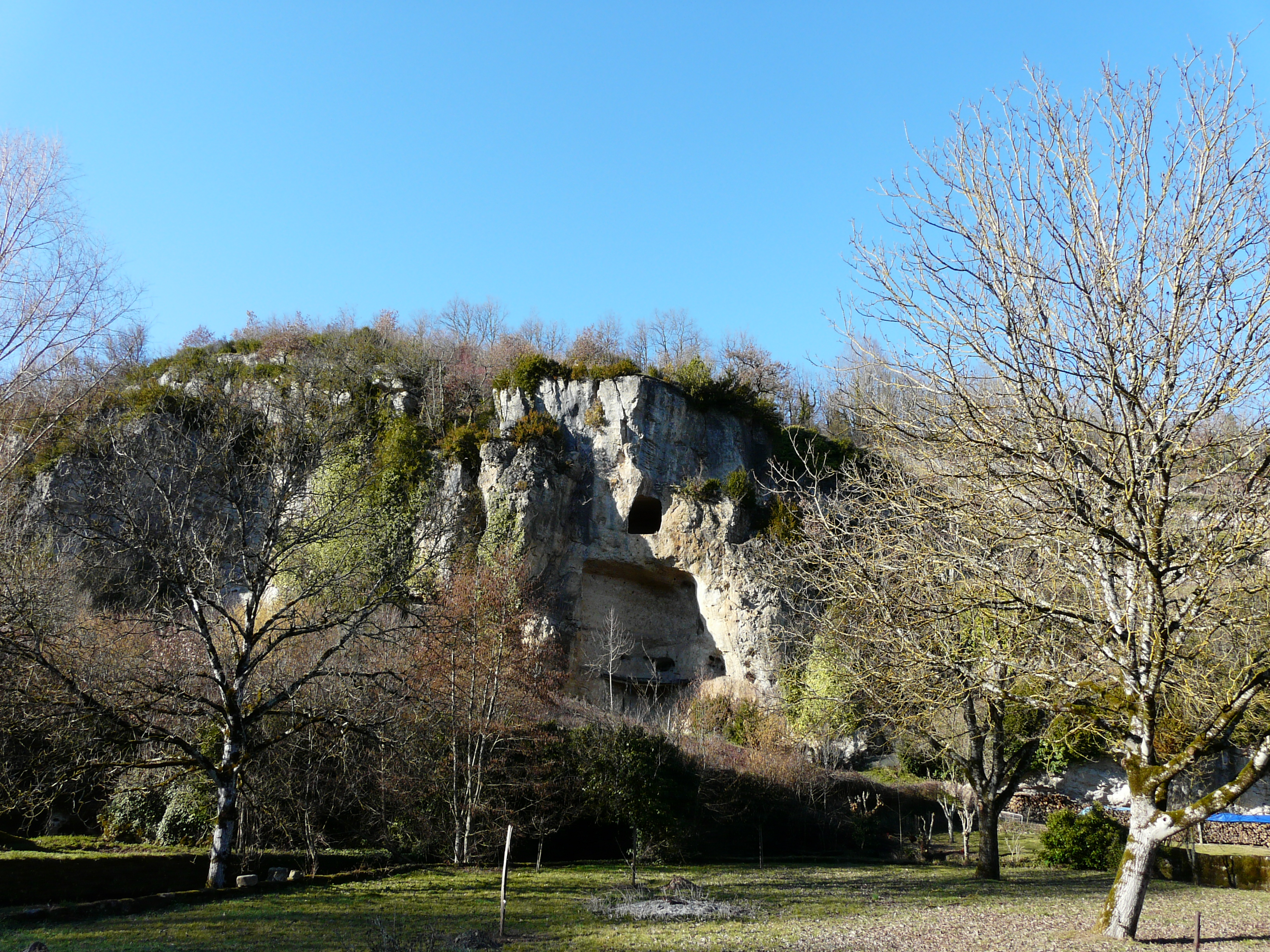
Grotte du Moulin de Laguenay (Lissac-sur-Couze, Corrèze).
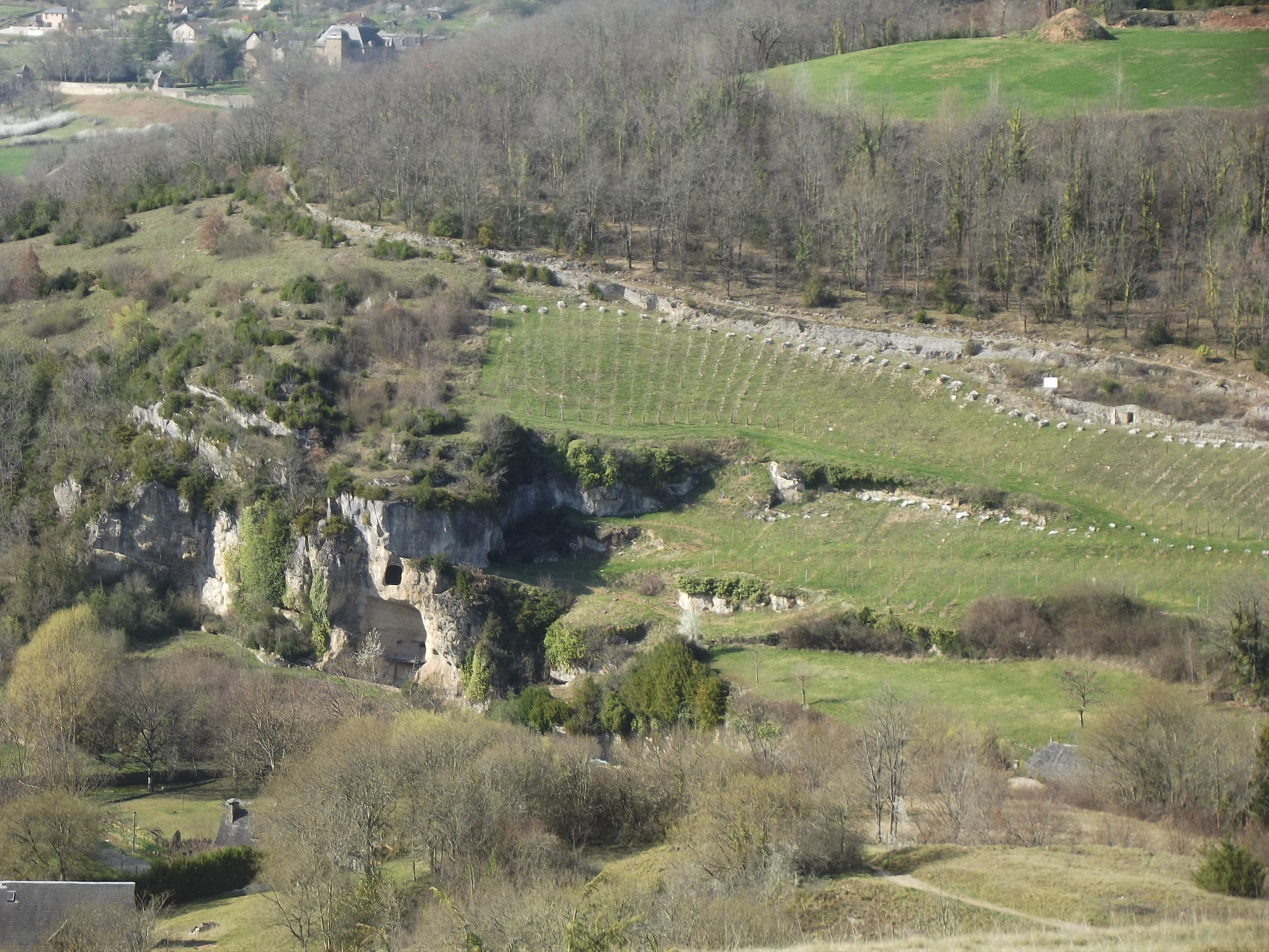
Affleurements calcaires à Chasteaux (Corrèze).
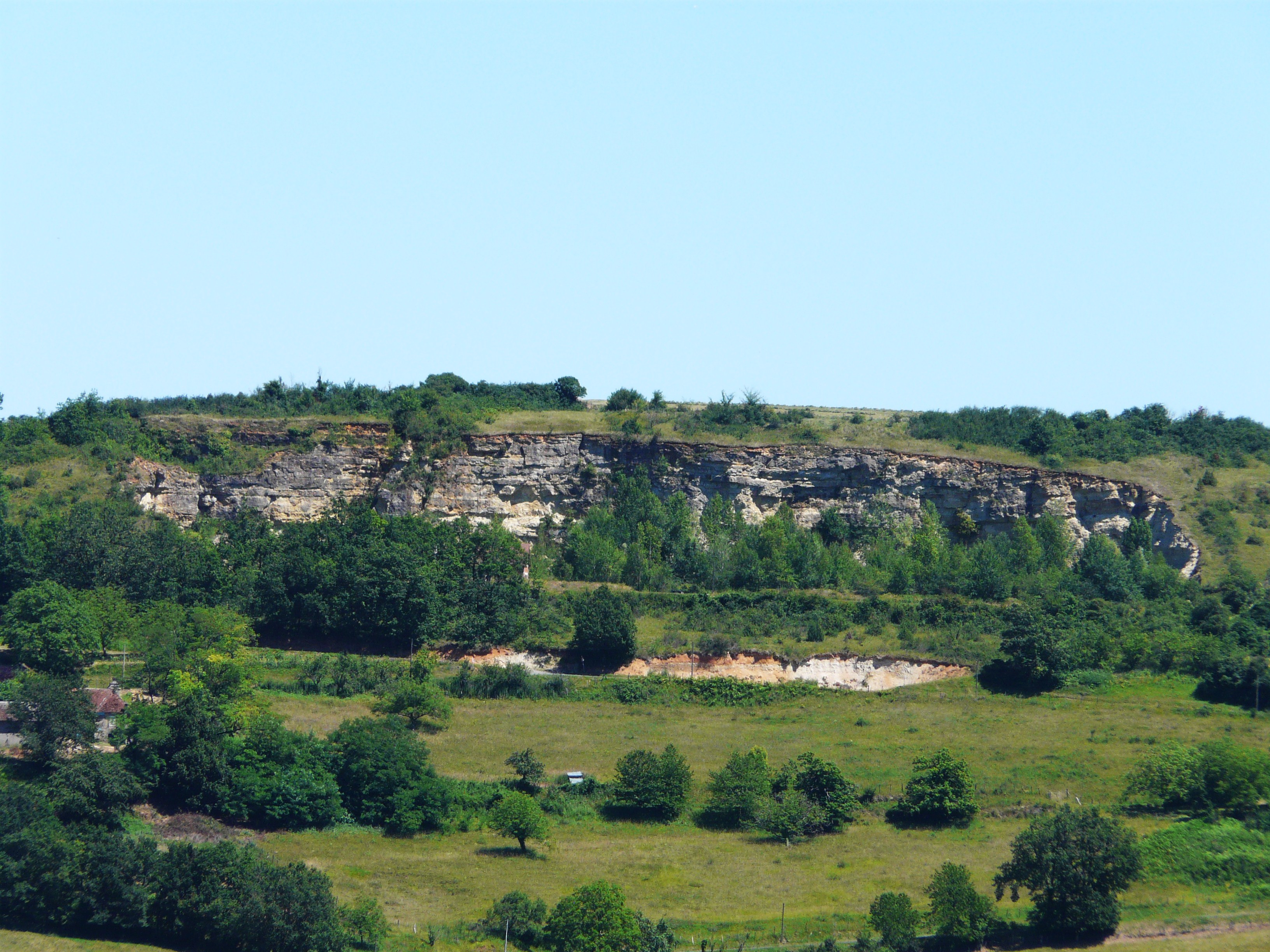
Carrière à Saint-Robert (Corrèze).

Il y a enfin quelques bassins de roches sédimentaires, le plus important étant celui de Brive situé au sud-ouest du Limousin en bordure du Bassin aquitain. Au nord-est de la région, en Creuse, on note également l'existence d'un bassin tertiaire, celui de Gouzon ainsi que celle des bassins houillers : près de Bourganeuf et Aubusson en Creuse, ou dans le sillon de Bort-les-Orgues en Corrèze.

## Spécificités locales

### L'astroblème deRochechouart
L'ouest du Limousin propose le seul cratère d'impact météorique important répertorié en France.
Dès le début du XIXe siècle, des géologues mentionnent l'existence des brèches à Rochechouart, sous-préfecture aux confins de la Haute-Vienne et de la Charente. Tantôt, ils leur attribuent une origine volcanique, tantôt ils les supposent d'origine sédimentaire. Il faut attendre 1967 pour que François Kraut (1907-1983) remarque les analogies entre les origines impactiques du cratère de Ries (Allemagne) et les brèches de Chassenon, petite commune (et d'ailleurs site gallo-romain) située au nord-ouest de Rochechouart. En 1969, il découvre les cônes de percussion (« shatter cones ») caractéristiques du métamorphisme de choc et confirme son hypothèse, la formation des brèches par l'impact d'un météorite. En 1972, ses conclusions sont confirmées par E. Raguin, professeur à l'École des mines de Paris. D'autres thèses, celles entre autres de Philippe Lambert, complètent son travail.
Grâce aux travaux de Spray et Kelley, la collision est à présent datée d'il y a quelque 214 millions d'années (c'est le début de l'ère des dinosaures et le monde des fougères arborescentes géantes). Elle a formé un cratère de plus de 22 kilomètres de diamètre. Autour du point d'impact, le choc a été tel que les gneiss et granite se sont volatilisés et que les roches en place furent totalement fondues donnant naissance, en se resolidifiant, à un verre bulbeux. 
Il n'y a plus aujourd'hui de structure circulaire visible autour de Rochechouart.

## Sur le terrain…

### Roches magmatiques
- Diorites : 
  - au sud de Saint-Jean-Ligoure (Haute-Vienne) en suivant la route D57 pendant 3 kilomètres, sur la gauche de la route juste avant le petit pont enjambant la Ligoure et l'embranchement à droite vers Le Goulet et Babaud ;
  - à l'est de Saint-Barbant (Haute-Vienne), sur la colline entre la D26 et la D4 ;
- Granites :
  - autour d'Aureil (Haute-Vienne) ;
  - près du château de Crozant (Creuse) ;
- Pegmatiques :
  - au sud de Bessines (Haute-Vienne), à l'est le l'ancienne RN20 ;
  - à l'Est de Compreignac (Haute-Vienne) à Venachat sur la route D28 qui près du lac de Saint-Pardoux, relie Compreignac à Razès ;
- Serpentinites :
  - à La Roche-l'Abeille (Haute-Vienne) sur la Lande de Saint-Laurent (route de Janailhac).

### Roches métamorphiques
- Schistes ardoisiers à Travassac à l'Est de la commune de Donzenac (Corrèze) ;
- Gneiss œillés au barrage EDF de Saint Marc dans la vallée du Thaurion à la limite des communes de Saint-Laurent-les-Églises et de Saint-Martin-Terressus (Haute-Vienne) au nord-est de Limoges).